# Neuilly-le-Vendin
Pour les articles homonymes, voir Neuilly.
Neuilly-le-Vendin est une commune française, située dans le département de la Mayenne en région Pays de la Loire, peuplée de 345 habitants.
La commune fait partie de la province historique du Maine, et se situe dans le Bas-Maine dans le pays de Passais.

## Géographie

### Communes limitrophes
| Saint-Ouen-le-Brisoult (Orne) | Saint-Ouen-le-Brisoult (Orne), Saint-Patrice-du-Désert (Orne)              | La Pallu                          |
| Saint-Ouen-le-Brisoult (Orne) | Neuilly-le-Vendin                                                          | Saint-Calais-du-Désert, Couptrain |
| Madré                         | Javron-les-Chapelles (comm. ass. des Chapelles), Saint-Aignan-de-Couptrain | Saint-Aignan-de-Couptrain         |

### Climat
Pour des articles plus généraux, voir Climat des Pays de la Loire et Climat de la Mayenne.
En 2010, le climat de la commune est de type climat océanique altéré, selon une étude du CNRS s'appuyant sur une série de données couvrant la période 1971-2000. En 2020, Météo-France publie une typologie des climats de la France métropolitaine dans laquelle la commune est exposée à un climat océanique et est dans la région climatique  Normandie (Cotentin, Orne), caractérisée par une pluviométrie relativement élevée (850 mm/a) et un été frais (15,5 °C) et venté. 
Pour la période 1971-2000, la température annuelle moyenne est de 10,5 °C, avec une amplitude thermique annuelle de 13,5 °C. Le cumul annuel moyen de précipitations est de 772 mm, avec 12,5 jours de précipitations en janvier et 7,2 jours en juillet. Pour la période 1991-2020, la température moyenne annuelle observée sur la station météorologique de Météo-France la plus proche, sur la commune du Horps à 14 km à vol d'oiseau, est de 11,1 °C et le cumul annuel moyen de précipitations est de 857,1 mm,. Pour l'avenir, les paramètres climatiques de la commune estimés pour 2050 selon différents scénarios d'émission de gaz à effet de serre sont consultables sur un site dédié publié par Météo-France en novembre 2022.

## Urbanisme

### Typologie
Au 1er janvier 2024, Neuilly-le-Vendin est catégorisée commune rurale à habitat dispersé, selon la nouvelle grille communale de densité à sept niveaux définie par l'Insee en 2022.
Elle est située hors unité urbaine et hors attraction des villes,.

### Occupation des sols
L'occupation des sols de la commune, telle qu'elle ressort de la base de données européenne d’occupation biophysique des sols Corine Land Cover (CLC), est marquée par l'importance des territoires agricoles (97 % en 2018), une proportion sensiblement équivalente à celle de 1990 (97,4 %). La répartition détaillée en 2018 est la suivante : 
terres arables (56,8 %), prairies (37,4 %), zones urbanisées (3 %), zones agricoles hétérogènes (2,7 %). L'évolution de l’occupation des sols de la commune et de ses infrastructures peut être observée sur les différentes représentations cartographiques du territoire : la carte de Cassini (XVIIIe siècle), la carte d'état-major (1820-1866) et les cartes ou photos aériennes de l'IGN pour la période actuelle (1950 à aujourd'hui).

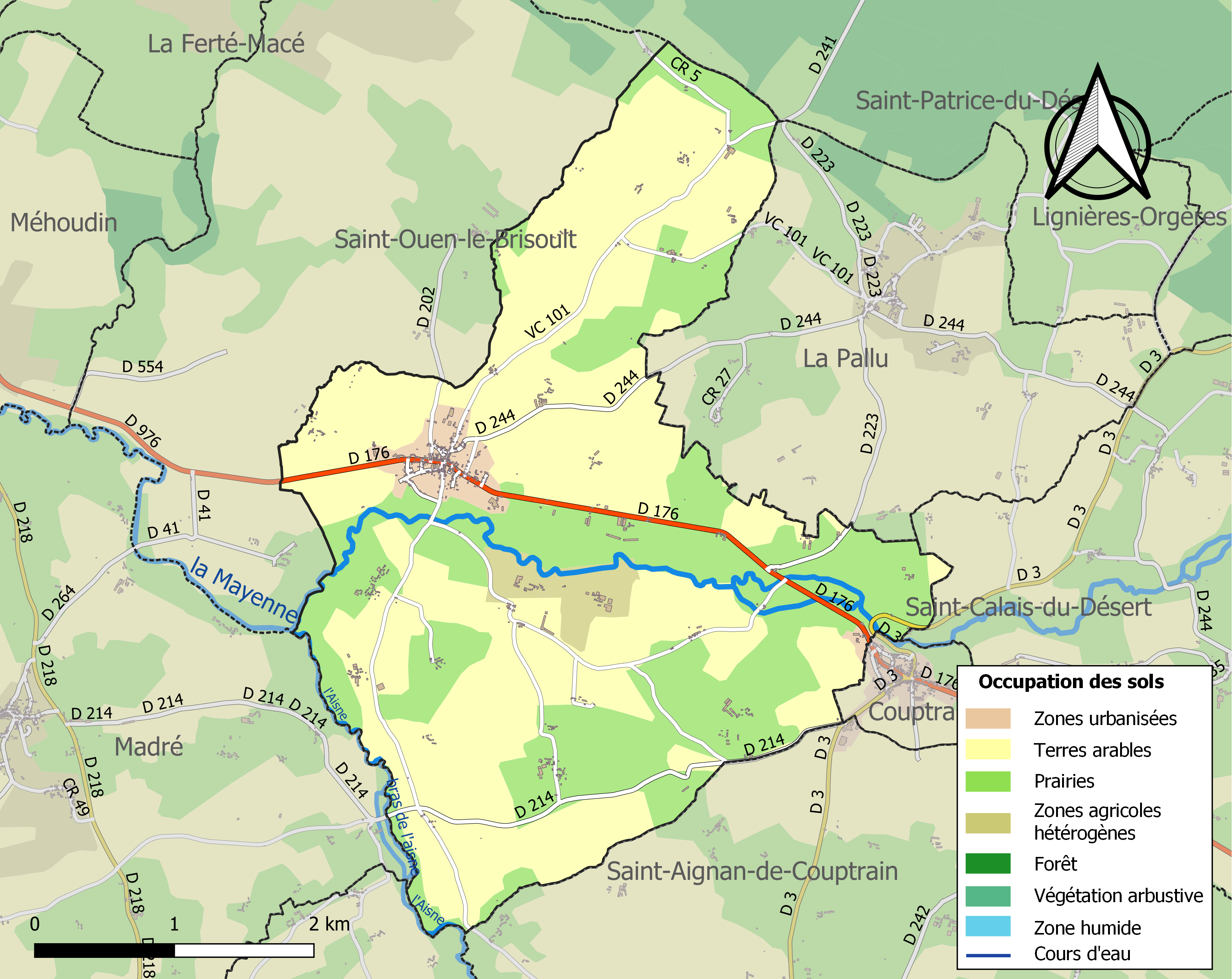
Carte des infrastructures et de l'occupation des sols de la commune en 2018 (CLC).

## Toponymie
Le nom de la localité est attesté sous la forme Nuillé en 1452. L'abbé Angot a relevé dans divers documents : ecclésia de Nuillé (XIVe siècle), parochia de Nullye (1418), Nuilly (1450), ecclésia de Nuilleyo (XVe siècle, Nulleyum en Vendain (1509), Nulleyum in Vandano (1565),Nuillie-en-Vandin (1590), Nuillé-et-Vendain (1635, Nuilley-en-Vendain (1660) Nuillé, Nuilly-le-Vendin, Neuilly-le-Vendin,, Nuilly (1792), Neuilly (1795). Sur les registres d'état-civil, on trouve successivement Nuillé-Vendain ou Vandain, Nuillé-en-Vendain, Nuillé-le-Vendin, et enfin Neuilly-le-Vendin.
Le toponyme Neuilly est généralement issu du latin novellus, « nouveau », suffixé de -iacum et évoque des défrichements antérieurs au Moyen Âge tardif.

## Histoire
Il est possible que la fondation du lieu date de l'arrivée de Constantien de Javron et Fraimbault de Lassay en forêt de Nuz au VIe siècle. Avant l'an 700 et aussi avant l'an 890, ce site serait déjà mentionné .
De nombreux sarcophages en calcaire coquillier ont été trouvés dans l’ancien cimetière, dans l'ancienne église et jusque sous les fondations. Ils situent la fondation de Nuillé au VIIIe ou IXe siècle.
On trouve une première preuve de l'ancienneté de la paroisse dans les actes suivants :
- Acte de 1145, Roberto de Nuilleio, témoin de la fondation de l'abbaye de Perseigne par Guillaume Ier de Ponthieu, comte d'Alençon.
- Acte de 1191, Robertus de Nuille, témoin des largesses effectués pour le compte des moines de l'abbaye de Perseigne par Robert, fils de Jehan, comte de Ponthieu, et par Garinus[23] de Nuilleio, et plusieurs autres.

Le roi d’Angleterre prend sous sa protection la paroisse de Neuilly, ce qui n’empêche pas que l'un des paroissiens, au moins, nommé Robin Perruchet, n'ait pendant la guerre grevé et endommagé les ennemisen soy démonstrant loyal envers le roi qui lui accorde des lettres de rémission en 1450.
La seigneurie de Neuilly était annexée à la terre du Bois Hamelin, dont étaient seigneurs les comtes de Montreuil.  Elle semble avoir conservé son autonomie et ses anciennes limites jusqu'en 1755. Vers cette époque, Vaugeois, en fut distrait et réuni à la paroisse de Saint-Ouen-le-Brisoult. En compensation, le bois Hamelin, qui dépendait de Saint-Ouen-le-Brisoult, est rattaché à Neuilly.
L'année 1611 est marquée par une sécheresse. Une gelée extraordinaire a lieu le 24 avril 1659. L'hiver de 1659-1660 est d'une rigueur extraordinaire.

## Politique et administration

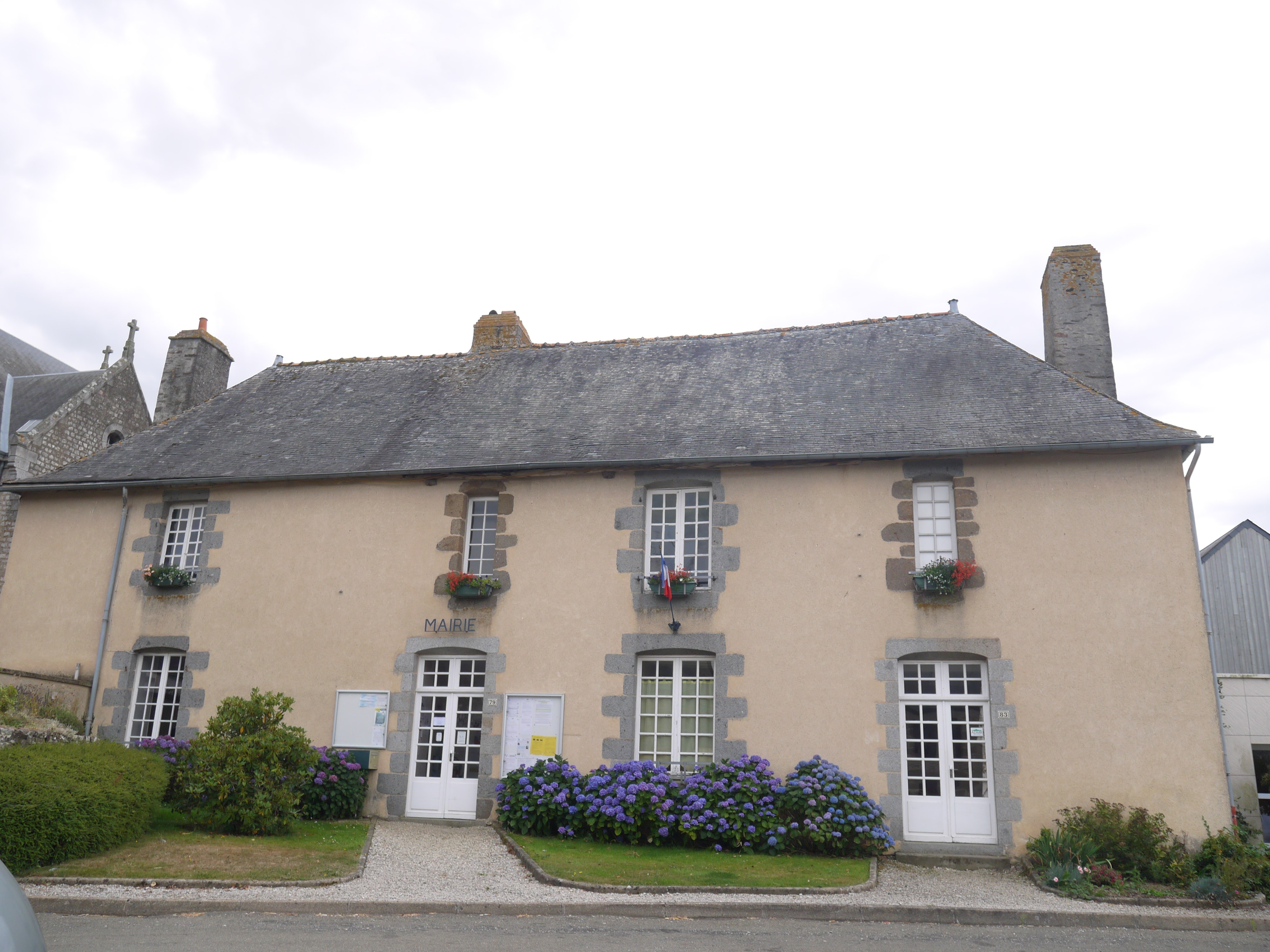
La mairie.

Le conseil municipal est composé de onze membres dont le maire et deux adjoints
.

## Population et société

### Démographie
L'évolution du nombre d'habitants est connue à travers les recensements de la population effectués dans la commune depuis 1793. Pour les communes de moins de 10 000 habitants, une enquête de recensement portant sur toute la population est réalisée tous les cinq ans, les populations de référence des années intermédiaires étant quant à elles estimées par interpolation ou extrapolation. Pour la commune, le premier recensement exhaustif entrant dans le cadre du nouveau dispositif a été réalisé en 2004.
En 2022, la commune comptait 345 habitants, en évolution de −0,58 % par rapport à 2016 (Mayenne : −0,73 %, France hors Mayotte : +2,11 %).
Neuilly-le-Vendin a compté jusqu'à 1 739 habitants en 1851.
| 1793  | 1800  | 1806  | 1821  | 1831  | 1836  | 1841  | 1846  | 1851  |
| ----- | ----- | ----- | ----- | ----- | ----- | ----- | ----- | ----- |
| 1 264 | 1 420 | 1 414 | 1 425 | 1 520 | 1 625 | 1 571 | 1 568 | 1 739 |

| 1856  | 1861  | 1866  | 1872  | 1876  | 1881  | 1886 | 1891 | 1896 |
| ----- | ----- | ----- | ----- | ----- | ----- | ---- | ---- | ---- |
| 1 574 | 1 427 | 1 332 | 1 094 | 1 098 | 1 020 | 974  | 997  | 915  |

| 1901 | 1906 | 1911 | 1921 | 1926 | 1931 | 1936 | 1946 | 1954 |
| ---- | ---- | ---- | ---- | ---- | ---- | ---- | ---- | ---- |
| 893  | 840  | 841  | 749  | 714  | 690  | 661  | 641  | 614  |

| 1962 | 1968 | 1975 | 1982 | 1990 | 1999 | 2004 | 2006 | 2009 |
| ---- | ---- | ---- | ---- | ---- | ---- | ---- | ---- | ---- |
| 542  | 453  | 415  | 398  | 403  | 426  | 385  | 364  | 388  |

| 2014 | 2019 | 2022 | - | - | - | - | - | - |
| ---- | ---- | ---- | - | - | - | - | - | - |
| 350  | 345  | 345  | - | - | - | - | - | - |

## Culture locale et patrimoine

### Lieux et monuments
Neuilly-le-Vendin abrite une partie du site Natura 2000 du « bocage de la forêt de la Monnaie à Javron-les-Chapelles ».

#### Église
L'ancienne église est démolie en 1894. Il est très probable que la partie primitive de l'église avec ses petites fenêtres de forme ogivale, remontait au XIIe siècle. Le chœur faisait environ 11 mètres de longueur et portait à côté de l’autel, la date de 1667. Une chapelle dédiée à saint Jean est ajoutée vers 1505. Le cimetière commun était situé autour de l'église. Il était encore visible en 1850. La présence d'une léproserie, transformée par la suite en autre cimetière résulte de plusieurs documents. Les inhumations y cessent en 1722, et il est reconverti en jardin pour la cure jusqu'en 1769 où il est vendu.
L'église actuelle, dédiée à la Nativité-de-la-Sainte-Vierge, date de la fin du XIXe siècle.

### Personnalités liées à la commune

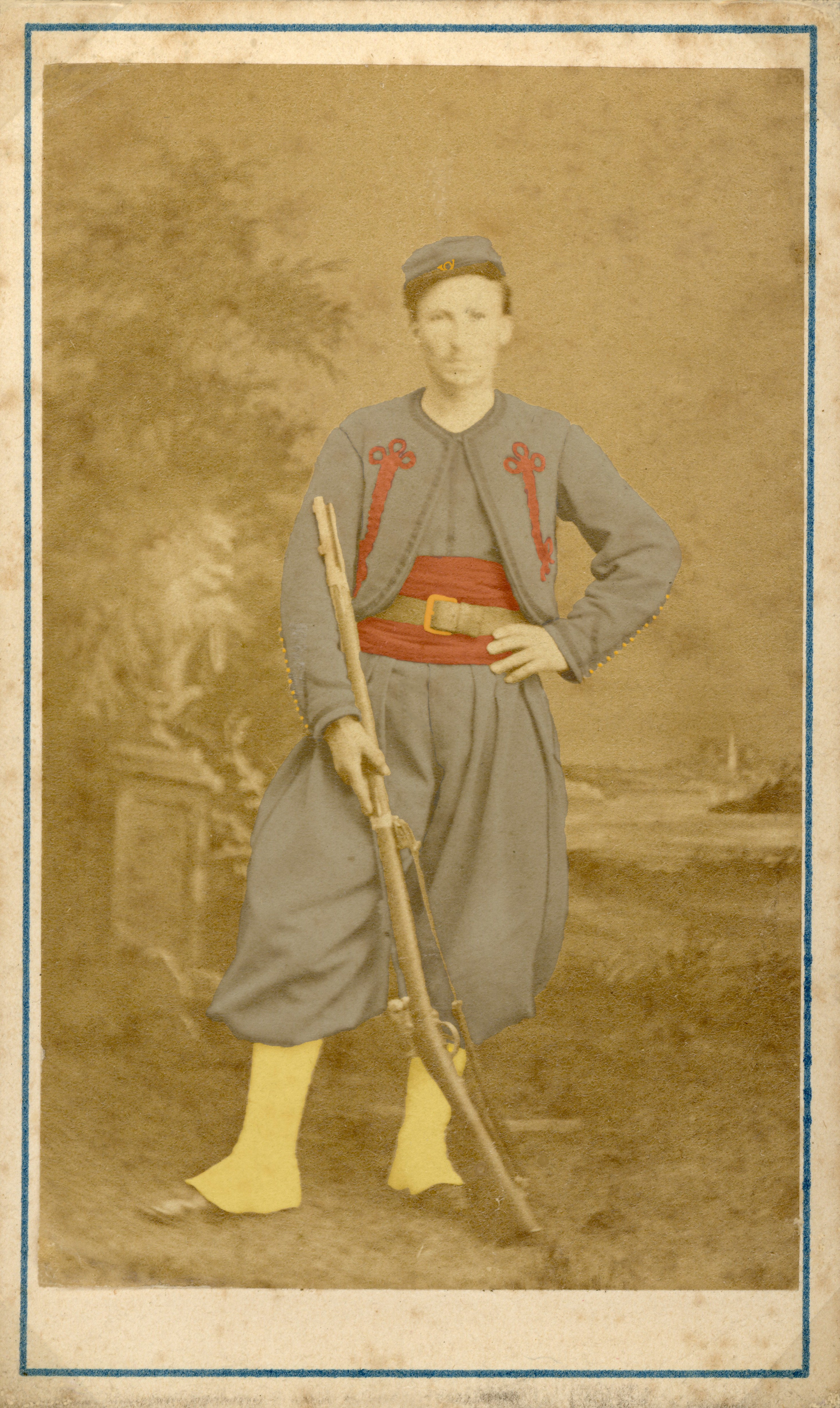
Magloire Roussel en zouave pontifical, vers 1869.

- Julien Barbier, né à Saint-Calais-du-Désert en 1800 et mort à Neuilly-le-Vendin en 1873, curé de Neuilly-le-Vendin et inhumé dans le cimetière de la commune.
- Magloire Roussel, né à Neuilly-le-Vendin en 1848 et mort à Laval en 1907, frère d'Aimable, élève du petit séminaire de Mayenne et du grand-séminaire de Laval, zouave pontifical, prêtre en 1874, aumônier puis chanoine du lycée de Laval, officier de l'instruction publique, inhumé dans le cimetière de Neuilly-le-Vendin.
- Aimable Roussel, né à Neuilly-le-Vendin en 1845 et mort à Cossé-le-Vivien en 1882, frère de Magloire, élève du petit séminaire de Mayenne et du grand-séminaire de Laval, vicaire à Cossé-le-Vivien où se trouve encore sa tombe au centre du cimetière.

### Héraldique
| Blason de Neuilly-le-Vendin | Blason  | D’azur, à deux fers de lance adossés, mis en fasce, touchant les bords de l’écu et joints par un bâton, le tout d’argent et accompagné en chef et en pointe d’une rose du même, coupé de l’un à l’autre. |
| Blason de Neuilly-le-Vendin | Détails | L’azur indique la présence de plusieurs cours d’eau dont la rivière Mayenne, le ruisseau de Vendin et celui du Doitineau. Cette couleur rappelle aussi celles de l’ancienne province du Maine à laquelle se rattache Neuilly-le-Vendin. La rose est l’une des représentations symboliques de la Vierge qui la sainte patronne du village sous le vocable de la Nativité. La double pointe de lance réunie permet de représenter le peuplement ancien du village ainsi que l’atteste la découverte de sarcophages en calcaire coquillier. Ils sont d’origine gauloise. La multiplication par deux de la pointe de lance et de la rose permet de rappeler que le village actuel est le résultat d’une ancienne fusion entre Neuilly et le Vendin. Cette fusion étant aujourd’hui si indissociable qu’elle justifie le mélange des couleurs dans cette distribution particulière qu’est le coupé de l’un à l’autre. Les ornements sont deux gerbes de blé d’or, mises en sautoir par la pointe et liées d’azur afin d’honorer l’activité agricole de la commune. Le listel d'argent porte le nom de la commune en lettres majuscules de sable. La couronne de tours dit que l’écu est celui d’une commune ; elle n’a rien à voir avec des fortifications. Le statut officiel du blason reste à déterminer. |